# Majid Shahriari
Pour les articles homonymes, voir Shahriari.
Majid Shahriari, né vers 1966 et mort assassiné le 29 novembre 2010 à Téhéran, est un physicien iranien, spécialisé dans la physique quantique, travaillant avec le Commissariat à l'énergie atomique iranien.

## Biographie
Majid Shahriari est un expert du transport à neutrons, un phénomène qui se trouve au cœur de réactions en chaîne nucléaires dans des bombes et des réacteurs.
Le 29 novembre 2010, il est victime d'un attentat à la bombe. Cet attentat blessa également l'atomiste Fereydoun Abbassi Davani, professeur à l'université Shahid Beheshti, où Shahriari avait aussi enseigné. Les autorités iraniennes accuse le Mossad, l'agence israélienne de services secrets, d'être commanditaire de cet assassinat. En 2012, la justice iranienne condamne à mort un Iranien coupable d'intelligence avec le Mossad en lien avec cet attentat.

## Réactions
- Le président iranien, Mahmoud Ahmadinejad, a désigné Israël et d'autres pays occidentaux comme responsables de cet attaques : Sans le moindre doute, la main du régime sioniste et des gouvernements occidentaux est impliquée[5].

- Le ministre iranien de l'Intérieur, Mostafa Mohammad Najjar, a accusé les services secrets américains et israéliens : La CIA et le Mossad sont des ennemis de la nation iranienne et ont toujours cherché à lui nuire, de même qu'ils veulent empêcher nos progrès scientifiques.